# Диплутонийкобальт
Диплутонийкобальт — бинарное неорганическое соединение
плутония и кобальта
с формулой CoPu2,
кристаллы.

## Получение
- Сплавление стехиометрических количеств чистых веществ:

{\displaystyle {\mathsf {2Pu+Co\ {\xrightarrow {605^{o}C}}\ CoPu_{2}}}}

## Физические свойства
Диплутонийкобальт образует кристаллы
гексагональной сингонии,
пространственная группа P 321,
параметры ячейки a = 0,7803÷0,7732 нм, c = 0,3606÷0,3654 нм, Z = 3,
структура типа фосфид дижелеза Fe2P
.
Соединение образуется по перитектической реакции при температуре 605°С и
имеет небольшую область гомогенности.

## Химические свойства
- Разлагается при нагревании:

{\displaystyle {\mathsf {2CoPu_{2}\ {\xrightarrow {>605^{o}C}}\ Co_{2}Pu+3Pu}}}